# Bilanga-Kombe
Bilanga-Kombe ou Bilangakombe est un village du Cameroun situé dans la région du Centre et le département du Mbam-et-Kim. Il fait partie de la commune de Ntui.

## Population
En 1965, le village comptait 154 habitants, principalement Mvele.
Lors du recensement de 2005, on y dénombrait 211 personnes.